# Ktetik
Ktetik (grč. ϰτητıϰός: posvojni), posvojni pridjev nastao od imena naseljenoga mjesta, t.j. toponima, ili od etnika ili etnonima.
U hrvatskoj znanosti i praksi raspravljalo se o davanju odnosu autohtonih ktetika i hrvatskoga standardnog jezika, situacijama u koje se dovodi davanjem prednosti mjesnom liku, važnosti zapisivanja i čuvanja autohtonog izričaja. Uvođenjem mjesnog oblika u standardni jezik stvara poteškoće još u zapisivanju, zato što kod svih hrvatskih govora, od štokavskih do kajkavskih i čakavskih postoje glasovi kojih nema u standardnome hrvatskom jeziku. Prilagođavanje standardnom jeziku stavlja teret na grafiju standardnog jezika mnoštvom različitih glasova; diftonga, poluglasova itd. te unošenje stranih elemenata. Zbog toga hrvatski znanstvenici smatraju da bi trebalo ktetike obvezno prilagoditi standardnome hrvatskom jeziku na grafijskoj razini, kod neštokavskih naziva postoji dvojba o potpunoj ili djelomičnoj štokavizaciji, naglasno dosljedno prilagoditi novoštokavskome sustavu, fonološkoj razini (nepostojano e), uvijek pazeći da se ne stvaraju glasovne neujednačenosti između njihovih osnova i riječi od kojih su izvedeni ktetici. No, isto se tako drži da se ne smije na silu mijenjati strukturne osobine hrvatskoga jezika na planu fonetike, naglaska i morfologije, istovremeno vodeći računa o razvitku standardnoga jezika bez obzira na odstupanje od narodne osnovice. U rješavanju odnosa mora se razmotriti jezikoslovne, povijesne, kulturne, psihološke, sociološke i političke kriterije. Valja poštovati jezičnu praksu, jer nasilno poštokavljivanje mjesnih imena i etnika ljudi doživljavaju napadom na njihov identitet. Postoje li u uporabi dva oblika, prednost se u standardnom jeziku daje obliku koji je bliži standardnom jeziku, no ako nijedan oblik nema prednosti, jer su oba sukladna s normom, dublete su dopuštene pa se izlučivanje prednosti prepušta vremenu. Kod višerječnih toponima, preporučuje se gotova rješenja iz dijalektne prakse, gdje jednorječni mjesni lik rješava problem tvorbe ktetika.

## Vanjske poveznice
- Etnici i ktetici Hrvatski u školi, Institut za hrvatski jezik i jezikoslovlje